# Two Pints of Lager and a Packet of Crisps
Two Pints of Lager and a Packet of Crisps är en brittisk sitcom producerad av BBC och skriven av bland andra Susan Nickson. Serien utspelar sig i staden Runcorn. Titeln är inspirerad av en mycket populär låt från 1980 av Splodgenessabounds. Det spelades in nio säsonger, mellan 2001 och 2011.